# Óscar Bonfiglio
Óscar Bonfiglio Martínez (Guaymas, 5 ottobre 1905 – Guaymas, 4 novembre 1987) è stato un calciatore e allenatore di calcio messicano.

## Carriera

### Giocatore
In carriera, Bonfiglio giocò come portiere per diverse squadre messicane.
Con la Nazionale messicana, Bonfiglio disputò l'Olimpiade 1928 e il Campionato mondiale di calcio 1930 facendosi segnare in tutto 20 gol tra cui il primo gol del Mondiale 1930, il cui marcatore fu Lucien Laurent.

### Allenatore
Bonfiglio fu anche allenatore di calcio a partire dal 1938, quando fu chiamato ad allenare il Chivas. In seguito, allenò altri club messicani.

## Vita privata
Óscar Bonfiglio è il padre dell'attore messicano Oscar Morelli.